# Davidius kumaonensis
Davidius kumaonensis är en trollsländeart som beskrevs av Fraser 1926. Davidius kumaonensis ingår i släktet Davidius och familjen flodtrollsländor. IUCN kategoriserar arten globalt som otillräckligt studerad. Inga underarter finns listade i Catalogue of Life.